# بسیج آب و هوایی
بسیج آب و هوایی (به انگلیسی: The Climate Mobilization)، یک گروه حمایت از محیط زیست مردمی است که به سمت اقدامات سیاسی در مقیاس بزرگ علیه گرمایش جهانی کار می‌کند. این سازمان معتقد است که بحران تغییر آب و هوایی نیازمند تلاش اقتصادی ملی در مقیاس بسیج آمریکاییان در جبهه داخلی در طول جنگ جهانی دوم، به منظور دگرگون کردن سریع اقتصاد ایالات متحده است.
این سازمان توسط روان‌شناس مارگارت کلاین سالامون برای مقابله با انکار تغییرهای آب و هوایی و ایجاد اراده سیاسی لازم برای دستیابی به تحول سریع و عادلانه اقتصاد فیزیکی و جامعه به‌طور کلی، با ارائه بسته‌ای یکپارچه از راه‌حل‌ها برای تولید آلاینده‌های احیاکننده و انتشار صفر گازها و اقتصاد با اقلیم ایمن، با هدف معکوس کردن گرمایش جهانی و ششمین انقراض دسته جمعی گونه‌ها در سریع‌ترین زمان ممکن بنیان‌گذاری شد.

## تاریخچه
از سال ۲۰۰۸، چهره‌های عمومی مانند لستر براون، تحلیلگر محیط زیست، ال گور، معاون سابق رئیس جمهورآمریکا، جوزف جی رامنی، نویسنده و کارشناس انرژی، توماس فریدمن، مقاله نویس نیویورک تایمز، نائومی کلاین، نویسنده و بیل مک کیب، فعال آب و هوا، خواستار اقدامات اقلیمی دولت در سطح بسیج جنگ جهانی دوم برای کاهش سریع انتشار گازهای گلخانه‌ای شدند.